# مایکل بیلین
مایکل بیلین (به انگلیسی: Michael Beilin) (زاده ۲۴ می ۱۹۷۶) کشتی گیر بازنشسته کشور اسرائیل است.